# Seznam proizvodnih procesov
Seznam podaja drevesno zgradbo različnih proizvodnih procesov (tehnoloških postopkov), urejen po funkcionalni podobnosti.
1. litje
  1. Centrifugalno litje
  2. Kontinuirno litje
  3. Tlačno litje
  4. Litje v iztaljive enkratne forme
    1. Litje v forme iz ekspandiranega polistirena
    2. Litje s tehniko izgubljene pene

  5. Precizijsko litje (tehnika izgubljenega voska)
    1. Protigravitacijsko litje[1]
    2. Litje s tehniko izgubljene pene

  6. Nizko tlačno litje
  7. Litje v trajne forme
  8. Litje v plastične forme
  9. Litje v forme iz smol
  10. Litje v pesek
  11. Litje v oplaščene peske
  12. Slush or slurry
  13. Formanje z atomizirano talino
  14. Vakuumsko formanje
2. Molding
  1. Metalurgija prahov
    1. Stiskanje in sintranje
    2. Hot isostatic pressing
    3. Metal injection molding

  2. plastika (see also rapid-prototyping)
    1. Injection
    2. Compression
    3. Transfer
    4. Extrusion
    5. Blow molding
    6. Dip Molding
    7. Rotational molding
    8. Thermoforming
    9. Laminiranje
    10. Expandable bead
    11. Foam
    12. Rotomolding
    13. Vacuum plug assist
    14. Pressure plug assist
    15. Matched mold

  3. Shrink fitting
  4. Shrink wrapping
3. preoblikovanje
  1. End tube forming
    1. Tube beading

  2. kovanje
    1. Smith
    2. s kladivom
    3. Drop forge
    4. s stiskalnico
    5. Impact (see also Extrusion)
    6. Upset
    7. No draft
    8. High-energy-rate
    9. Cored
    10. Incremental
    11. Powder

  3. valjanje (debele in tanke pločevine)
    1. hladno valjanje
    2. vroče valjanje
    3. Sheet Metal
    4. Shape
    5. Ring
    6. Transverse
    7. Orbital
    8. Cross-rolling
    9. Thread

  4. Ekstruzija
  5. stiskanje
    1. Embossing
    2. Stretch forming
    3. Blanking (see drawing below)
    4. vlečenje (tanka pločevina, žica, palica,  cev)
      1. trebušenje
      2. Necking
      3. Nosing
      4. Oil-canning

    5. globoko vlečenje (sinks, avtomobilski del)

  6. upogibanje
    1. robljenje

  7. rezanje 
    1. izsekovanje 
      1. obrezovanje
      2. porezovanje
      3. vrezovanje
      4. zarezovanje
      5. naluknjavanje
      6. narezovanje
      7. dinking
      8. izrezovanje
      9. odrezovanje

    2. vtiskovanje 
      1. Metal
      2. Leather
      3. Progressive

    3. Coining
    4. Straight shearing
      1. Slitting

  8. Miscellaneous other
    1. Redrawing
    2. Ironing
    3. Flattening
    4. Swaging
    5. Spinning
    6. Peening
    7. Guerin process
    8. Wheelon process
    9. Magnetic pulse
    10. Explosive forming
    11. Electroforming
    12. Staking
    13. Seaming
    14. Flanging
    15. Straightening
4. Obdelovanje
  1. Mills
    1. Grist mill
    2. Hammer mill
    3. Kroglični mlin
    4. Buhrstone mill
    5. Disc mill
    6. Žaga
    7. Jeklarna
      1. Kupolna peč
      2. Taljenje
      3. Pretaljevanje
      4. Reduction mill
      5. Toplotna obdelava
      6. Pickling
      7. Pasivacija
      8. Oplaščanje (premazovanje)

  2. Milling
    1. Grind
    2. Cut
    3. Shear
    4. Shred
    5. Fiberize
    6. Pulverize
    7. Crushing
      1. Jaw crusher
      2. Gyratory crusher
      3. Rollers
      4. Edge runner

    8. Granulate
    9. Crack
    10. Rub
    11. Curl
    12. Fluff
    13. Twist
    14. Hull
    15. Blend
    16. Refine
    17. Atomize
    18. Centrifugal disintegration
    19. Peripheral (slab)
    20. Face
    21. Chemical

  3. Turning
    1. Lathe
    2. Facing
    3. Boring (also Single pass bore finishing)
    4. Spinning (flow turning)
    5. Knurling
    6. Cutoff (parting)

  4. Drilling
    1. Ream
    2. Countersink
    3. Tapping

  5. žaganje
    1. Filing

  6. Broaching
  7. Shaping
    1. Horizontal
    2. Vertical
    3. Special purpose

  8. Planing
    1. Double housing
    2. Open-side
    3. Edge or plate
    4. Pit-type
    5. Abrasive jet machining
    6. Water jet cutting
    7. Abrasive belt

  9. Honing (Sharpening)
    1. Electro-chemical grinding

  10. Finishing
    1. Polishing
    2. Buffing
    3. Burnishing
    4. Grit- or shot-blasting
    5. Tumbling
    6. Wire brushing
    7. Superfinishing
    8. Barrel finishing
    9. Vibratory finishing
    10. Spindle finishing
    11. Electroplating
    12. Electropolishing
    13. Plating
    14. Sand blasting
    15. Flame etching

  11. Routing
  12. Hobbing (hubbing)
  13. Ultrasonic
  14. Electrical discharge
  15. Electron beam
  16. Electrochemical
  17. Chemical
  18. Photochemical
  19. Laser beam
5. spajanje (see also Joinery (woodworking))
  1. varjenje
    1. obločno varjenje
      1. Manual metal
      2. Shielded metal
      3. Gas metal
        1. Pulsed
        2. Short circuit
        3. Electrogas
        4. Spray transfer

      4. Gas tungsten
      5. Flux-cored
      6. Submerged
      7. Plasma arc
      8. Carbon arc
      9. Stud
      10. Electroslag
      11. Atomic hydrogen
      12. Plasma-MIG (metal inert gas)
      13. Impregnated tape

    2. Oxyfuel gas
      1. Oxy-acetylene gas
      2. Methylacetylene propadiene (MAPP)
      3. Air-acetylene
      4. Oxyhydrogen
      5. Pressure gas
        1. CO2

    3. Resistance
      1. Spot welding
      2. Shot welding

    4. Projection
    5. Seam
    6. Flash butt (flash)
    7. Upset (butt)
    8. Percussion (manufacturing)
    9. Solid state
      1. Ultrasonic
      2. Explosive
      3. Diffusion
        1. Hot press
        2. Isostatic hot gas
        3. Vacuum furnace

      4. Friction welding
      5. Inertia
      6. Forge
      7. Cold
      8. Roll

    10. Electron beam welding
    11. Laser welding
    12. Pencil
      1. How Pencil made
      2. Solid state
      3. Axial-flow gas
      4. Cross-flow gas

    13. Thermite
    14. Induction
      1. Low frequency (50-450 Hz)
      2. High frequency (induction resistance; 200-450 kHz)

    15. Other types of welding
      1. Friction welding
      2. Heated metal plate
      3. Solvent
      4. Dielectric
      5. Magnetics
      6. Ultrasonic
      7. Radio frequency welding
      8. High frequency resistance
      9. Electromagnetic
      10. Flow
      11. Resistance
      12. Infrared
      13. Vacuum
      14. Hot-air-welding

  2. Brazing
    1. Torch
    2. Induction
    3. Furnace
    4. Dip

  3. Soldering
    1. Iron
    2. Hot plate
    3. Oven
    4. Induction
    5. Dip
    6. Wave
    7. Ultrasonic

  4. Sintering
  5. Adhesive bonding (incomplete)
    1. Thermo-setting and thermoplastic
    2. Epoxy
    3. Modified epoxy
    4. Phenolics
    5. Polyurethane
    6. Adhesive alloys
    7. Miscellaneous other powders, liquids, solids, and tapes

  6. Fastening wood and metal
    1. Nailing
    2. Screwing
    3. (By material fastened)
      1. Machine (Metal)
      2. Wood Screws

    4. (By slot type)
      1. Phillips (“Plus sign” in Canada)
      2. Straight (“Minus sign in Canada)

    5. (By shape)
      1. Round head
      2. Flat head
      3. Box head
      4. Hex
      5. Lag

    6. Nuts and bolting
    7. Riveting
    8. Pining
      1. Cotter
      2. Groove
      3. Tapered
      4. Roll
      5. Retaining rings
      6. Quick-release

  7. Stitching
  8. Stapling
  9. Press fitting
6. Rapid manufacturing
  1. stereolitografija
  2. Selective laser sintering
  3. Fused deposition modeling
  4. Three dimensional printing
  5. Laminated object manufacturing
  6. Laser Engineered Net Shaping

## Other trades
1. Mining
  1. quarrying
  2. Blasting
2. Woodworking
  1. Joinery (see also joining above)
    1. Lapping
    2. Morticing
    3. Routing (see above)
    4. Biscuit (woodworking)

1. ↑  »arhivska kopija«. Arhivirano iz prvotnega spletišča dne 8. decembra 2015. Pridobljeno 26. septembra 2014. Arhivirano 2015-12-08 na Wayback Machine.